# Sân bay Yemelyanovo
Sân bay quốc tế Yemelyanovo (tiếng Nga: Аэропорт Емельяново) (IATA: KJA, ICAO: UNKL) là một sân bay lớn ở Krasnoyarsk Krai, Nga nằm 27 km về phía tây bắc của Krasnoyarsk mở cửa cho các hoạt động vào năm 1980. Hiện nay, sân bay phục vụ hơn 40 hãng hàng không Nga và nước ngoài vận chuyển hành khách và chở hàng. Sân bay có thể tiếp nhận các loại máy bay lớn như Boeing 747 và Antonov 124, công suất có thể phục vụ 12 lượt chuyến mỗi giờ với số lượng thực tế trên 1 triệu hành khách mỗi năm.
Hiện nay, sân bay cung cấp đầy đủ các dịch vụ phục vụ hành khách trong cả ba nhà ga, bao gồm cả dịch vụ VIP, phòng kinh doanh, phòng em bé / cha mẹ, máy rút tiền ATM, cửa hàng, quán cà phê, quán bar, nhà thuốc và bưu điện.

## Hãng hàng không và tuyến bay

### Bay thường lệ
| Hãng hàng không             | Các điểm đến |
| --------------------------- | --- |
| Aeroflot                    | Moscow-Sheremetyevo |
| Alrosa Mirny Air Enterprise | Mirny, Novosibirsk |
| IrAero                      | Irkutsk, Kyzyl, Novosibirsk, Ulan-Ude |
| Hainan Airlines             | Bắc Kinh-Thủ Đô |
| Kyrgyz Airways              | Bishkek, Osh |
| NordStar                    | Anapa, Baykit, Bắc Kinh, Chita, Dushanbe, Yekaterinburg, Igarka, Irkutsk, Khabarovsk, Khudzhand, Khujand, Mineralnye Vody, Moscow-Domodedovo, Nizhnevartovsk, Novosibirsk, Rostov-on-Don, Samara, Sanya, Surgut, Taskent, Tomsk, Tura, Turukhansk, Ulan-Ude, Vanavara, Krasnodar, Sochi, St. Petersburg, Vladivostok |
| Rossiya                     | St Petersburg |
| RusLine                     | Gelendzhik,Komsomolsk-na-Amur, Manzhouli, Rostov-on-Don, Yekaterinburg, Yuzhno-Sakhalinsk, Ulan-Ude |
| S7 Airlines                 | Bangkok-Suvarnabhumi, Beijing-Capital, Moscow-Domodedovo, Novosibirsk |
| Somon Air                   | Dushanbe, Khujand |
| Transaero Airlines          | Moscow-Domodedovo, Paphos, Barcelona, Bangkok-Suvarnabhumi, Dubai |
| Ural Airlines               | Dubai, Harbin, Yekaterinburg, Namangan, Khujand, Yakutsk, Tashkent |
| UTair Aviation              | Irkutsk, Moscow-Vnukovo, Novosibirsk, Surgut |
| Vladivostok Air             | Baku, Khabarovsk, Samara, Rostov-on-Don, Vladivostok, Yekaterinburg, Yerevan |
| Uzbekistan Airways          | Tashkent |
| Yakutia Airlines            | Yakutsk, Petropavlovsk-Kamchatsky, Krasnodar, Anapa |

### Bay thuê chuyến
| Hãng hàng không   | Các điểm đến |
| ----------------- | --- |
| Nordwind Airlines | Antalya, Barcelona, Bangkok-Suvarnabhumi, Denpasar, Dubai, Phuket, Goa, Paphos, Rodos, Sanya, Iraklion, Larnaca, Sharm-El-Sheikh, Hurghada |

### Vận tải hàng hóa
| Hãng hàng không         | Các điểm đến |
| ----------------------- | --- |
| AirBridgeCargo Airlines | Amsterdam, Shanghai-Pudong, Moscow-Sheremetyevo                                                                       |
| Lufthansa Cargo         | Delhi, Frankfurt, Guangzhou, Moscow-Sheremetyevo, Osaka-Kansai, Seoul-Incheon, Shanghai-Pudong, Tianjin, Tokyo-Narita |